# Gerben de Knegt
Pour les articles homonymes, voir Knegt.
Gerben de Knegt (né le 11 décembre 1975 à Tilbourg) est un coureur cycliste néerlandais. Spécialiste du cyclo-cross, il a été champion des Pays-Bas en 2002 et 2006. Il met un terme à sa carrière de coureur à l'issue de la saison 2012-2013. À partir de septembre 2016, il devient sélectionneur des équipes des Pays-Bas de cyclo-cross.

## Palmarès

### Victoires par année
- 2001/2002
  -  Champion des Pays-Bas de cyclo-cross
  - Internationale Centrumcross van Surhuisterveen, Surhuisterveen
- 2005/2006
  -  Champion des Pays-Bas de cyclo-cross
  - Cyclo-cross international de Marle, Marle
  - Superprestige #6, Diegem
  - Trophée GvA #7 - Internationale Sluitingsprijs, Oostmalle
- 2006/2007
  - Trophée GvA #3 - GP d'Hasselt
- 2009-2010
  - Ciclocross del Ponte, Faè di Oderzo
  - Internationale Centrumcross van Surhuisterveen, Surhuisterveen
- 2010-2011
  - 2e du championnat des Pays-Bas de cyclo-cross
  - 7e de la Coupe du monde
- 2011-2012
  - Internationale Centrumcross van Surhuisterveen, Surhuisterveen

### Classements
| Épreuve / Édition        | 1997/1998 | 1998/1999 | 1999/2000 | 2000/2001 | 2001/2002 | 2002/2003 | 2003/2004 | 2004/2005 | 2005/2006 | 2006/2007 | 2007/2008 | 2008/2009 | 2009/2010 | 2010/2011 | 2011/2012 | 2012/2013 |
| Classement UCI           |           |           |           |           | 7e        | 8e        |           | 8e        | 4e        | 4e        | 15e       | 13e       | 5e        | 11e       | 23e       |           |
| Championnat du monde     | 21e       | 17e       | 8e        | 7e        | 5e        | 14e       | 14e       | 20e       | 8e        | 7e        | 17e       | 16e       | 9e        | 11e       | 16e       | -         |
| Coupe du monde           |           | 18e       | 11e       | 10e       | 8e        | 12e       | 24e       |           | 6e        | 4e        |           | 12e       | 6e        | 7e        | 18e       | 23e       |
| Superprestige            |           | 17e       | 12e       | 10e       | 7e        | 11e       | 13e       |           | 2e        | 5e        | 15e       | 10e       | 9e        | 9e        | 14e       | 29e       |
| Championnat des Pays-Bas | 7e        | 5e        | 5e        | 3e        | 1er       | 2e        | 5e        | 4e        | 1er       | 3e        | 4e        | 4e        | 2e        | 2e        | 6e        | 12e       |